# Jan van Weyde
Jan van Weyde (ur. 6 lipca 1979 w Bonn) – niemiecki aktor.

## Kariera
Po ukończeniu szkoły średniej (1999), w latach 2001–2003 uczęszczał do Arturo Schauspielschule, a w latach 2004–2005 był studentem szkoły filmowej w Kolonii.
Występował na scenie w dramacie Friedricha Schillera Intryga i miłość w roli Ferdinanda (2003), jako tytułowy Ace Ventura w Arturo Theater (2003), tragedii Williama Szekspira Romeo i Julia w roli Romea, Lew, bocian i mrówka (Löwe, Storch und Ameise) jako bocian 2004-2008) i adaptacji baśni Hansa Christiana Andersena Mała Syrenka jako Książę w Theater Die Baustelle (2009).
W 2003 był prezenterem programu Interaktiv na kanale VIVA. W latach 2005–2007, 2009, 2011–2013 i 2014–2015 grał postać portiera Xavera Steindla w telenoweli ARD Burza uczuć (Sturm der Liebe).

## Filmografia

### Filmy
- 2006: Akademia wojskowa (Kein Bund fürs Leben) jako Punk
- 2006: Exit jako Matze
- 2007: My Martyrdom in Every Case jako Jeffrey Wolfshohl
- 2008: Du machst das schon jako Malle
- 2008: Frisch gehalten jako Andy
- 2008: Klaus jako Ermittler Hubertus

### Produkcje TV
- 2001: Unter Uns jako Griffin Collins
- 2002: Verbotene Liebe jako Basti
- 2003: Veritas jako Samira Radsi
- 2003: Schulmädchen - odc. Der Käfermann jako Kai
- 2003: Kobra - oddział specjalny (Alarm für Cobra 11 – Die Autobahnpolizei) jako Martin
- 2004: Marla, moja słodka (Marla, My Sweet)
- 2004: Der Fixx - Job
- 2004: Kobra - oddział specjalny (Alarm für Cobra 11 – Die Autobahnpolizei) jako Jörg
- 2004: Die Band jako Jan
- 2005–2007: Burza uczuć (Sturm der Liebe) jako Xaver Steindl
- 2006: Wilsberg jako Mathias Siegert
- 2007–2009: Burza uczuć (Sturm der Liebe) jako Xaver Steindl
- 2008: Król Drozdobrody (König Drosselbart) jako książę Edelgard, zalecający się do Izabeli
- 2011–2015: Burza uczuć (Sturm der Liebe) jako Xaver Steindl